# Reivilo
Reivilo is een dorp gelegen in de gemeente Groter Taung op het Ghaapplateau in Zuid-Afrikaanse provincie Noordwest. Het ligt 100 km zuidwestelijk van Vryburg. 
Naast de landbouw als belangrijke economische activiteit speelde in het verleden ook de mijnbouw van lood en zink een belangrijke rol.

## Geschiedenis
Het dorp werd gesticht in 1883 als een kerkelijke gemeente van de Nederduits-Gereformeerde kerk. De oorspronkelijke naam was "Cathcart-West", om het te onderscheiden van Cathcart in de Oost-Kaap, die in 1890 naar "Klein Boetsap" werd veranderd en werd afgeleid van de Klein-Boetsaprivier die 30 km zuidelijk van het dorp stroomt. In 1917 werd de boerderij "Bruitjieshoogte" door de kerk gekocht, opgemeten en in erven verdeeld. In 1927 ten slotte werd de naam van de plaats opnieuw veranderd en nu in "Reivilo", een anagram van de naam van Ds. A.J. Olivier (omgekeerd).

## Lokale economie
Reivilo is een traditionele landbouwgemeenschap. De belangrijkste economische activiteit is de veehouderij, met name het houden van koeien, en zuivelproductie. In het dorp is ook een succesvolle kaasfabriek gevestigd. Dat de veehouderij de voornaamste landbouwkundige activiteit is wordt bepaald door de geologie van het gebied. Er is niet genoeg vruchtbare grond voor de teelt van gewassen. Het gesteente komt naar de oppervlakte, het gesteente is een oude en harde dolomiet die de resten vormen van levensvormen van meer dan 2 miljard jaar geleden.
In de jaren 1980 ontwikkelde Shell South Africa Pty Ltd (de oliemaatschappij) vlak bij Reivilo een lood en zinkmijn genaamd "Pering". Deze werkte voor 18 jaar succesvol en sloot toen. Shell won tijdens deze periode ongeveer 18 miljoen ton erts, bevattende misschien 750.000 ton zink en lood, van de Peringmijn. De mijn is nu gesloten en momenteel vinden er in de buurt van Reivilo geen mijnbouwactiviteiten plaats. Vandaag de dag bezit het dorp een golfbaan (Reivilo golf course) gelegen ten noorden van het dorp en een kleine landingsbaan voor vliegtuigen gelegen ten noordwesten van het dorp.

## Subplaatsen
Het nationaal instituut voor de statistiek, Stats SA, deelt sinds de volkstelling 2011 de hoofdplaats "Boipelo"
in subplaatsen (sub place), c.q. slechts één subplaats:
Reivilo.